# Mercado Central de Sucre
El Mercado Central es un mercado minorista en la ciudad de Sucre, Bolivia. Se ubica entre las calles Ravelo y Junín del centro histórico de la capital boliviana. Cuenta con cinco secciones y dos pisos. En él se estima que trabajan alrededor de ochocientos vendedores.

## Historia
El actual edificio fue proyectado por la arquitecta Mireya Lobatón, y se asienta sobre los terrenos de un antiguo mercado («La Recoba»), que tenía paredes de adobe y arquitectura de estilo novo románico y mudéjar. Ya desde época virreinal se le daba uso como mercado. El 21 de marzo de 1979 estos terrenos fueron expropiados para construir el mercado y para ensanchar la calle Hernando Siles.
Previamente, el 8 de agosto de 1975, el presidente Banzer firmó una declaración conjunta con el por aquel entonces presidente venezolano Carlos Andrés Pérez, en el cual se detallaba que la República de Venezuela aportaría un total de 8.500.000 de bolívares (1.980.198 $ US) para la ejecución de las obras relacionadas con la construcción del Mercado Central de Sucre.
La obra fue adjudicada a una empresa constructora paceña. Durante los tres años que duró la edificación, el Mercado funcionó en la calle Junín, desde la esquina con calle Urcullo hasta Jaime Mendoza, en las inmediaciones de El Reloj. El Mercado Central de Sucre fue formalmente inaugurado el 25 de diciembre de 1981, siendo alcalde Don Germán Amelunge Ferreira.

## Galería

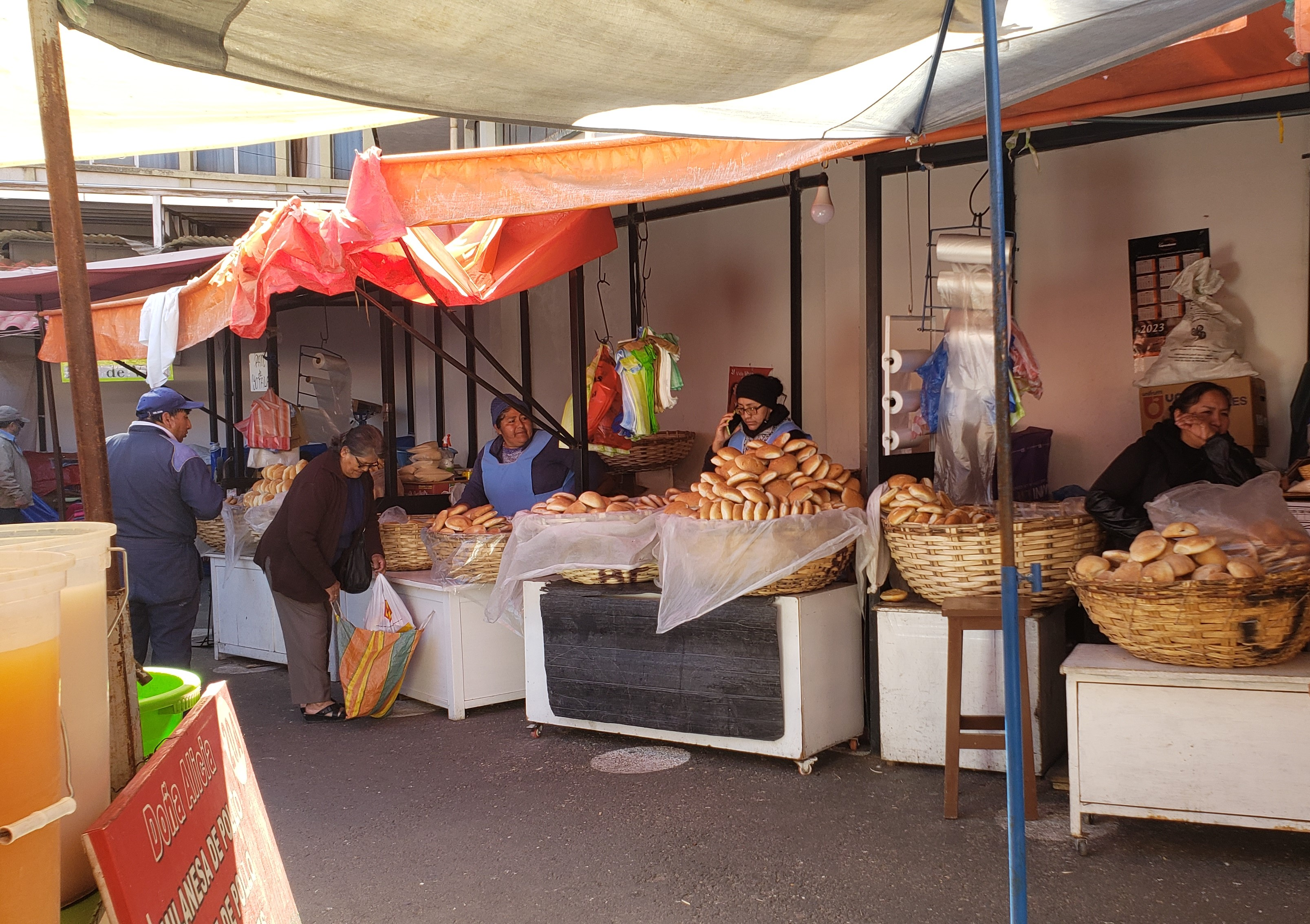
Vendedoras de pan del Mercado Central
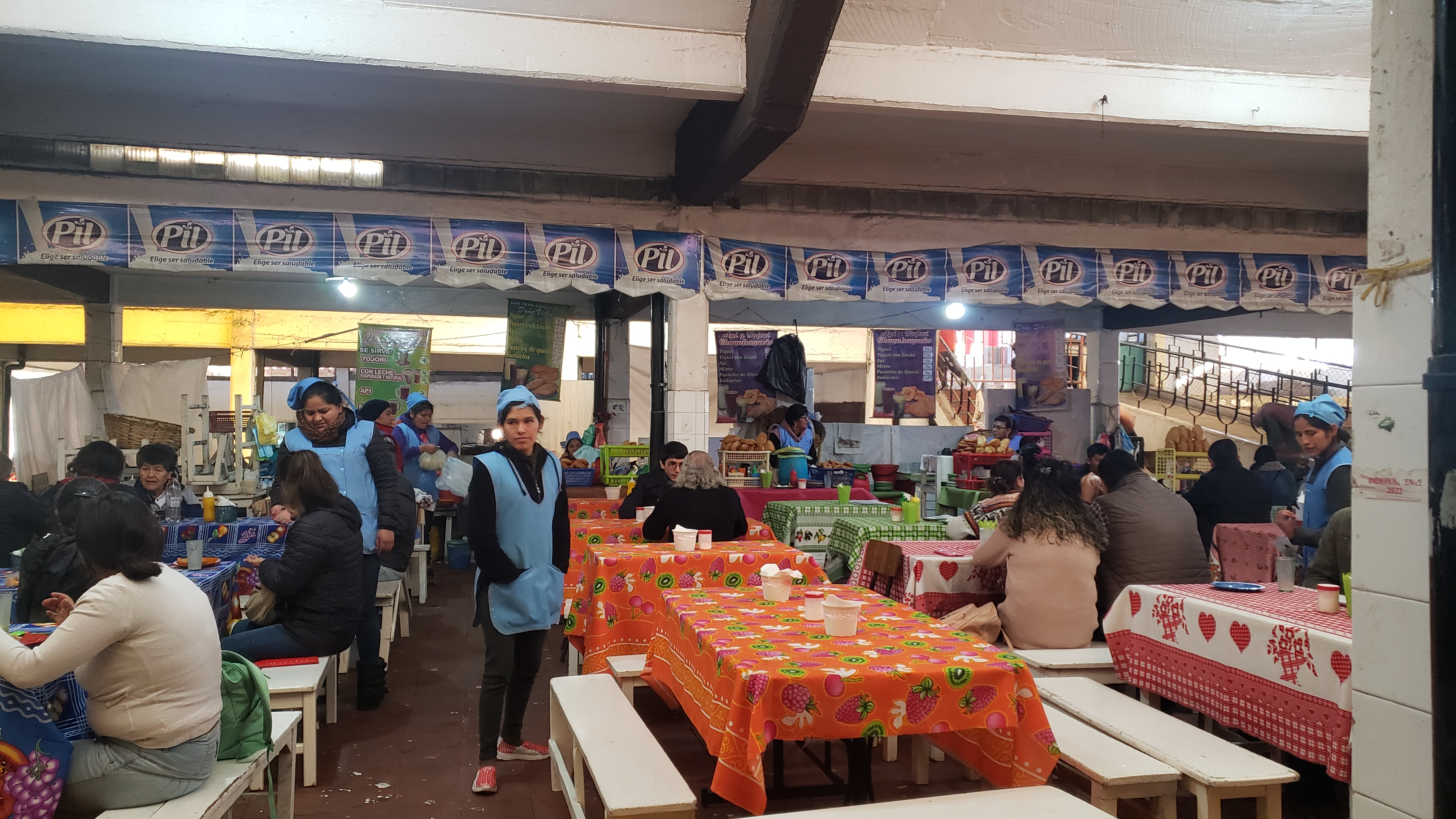
Vendedoras de api y tojori
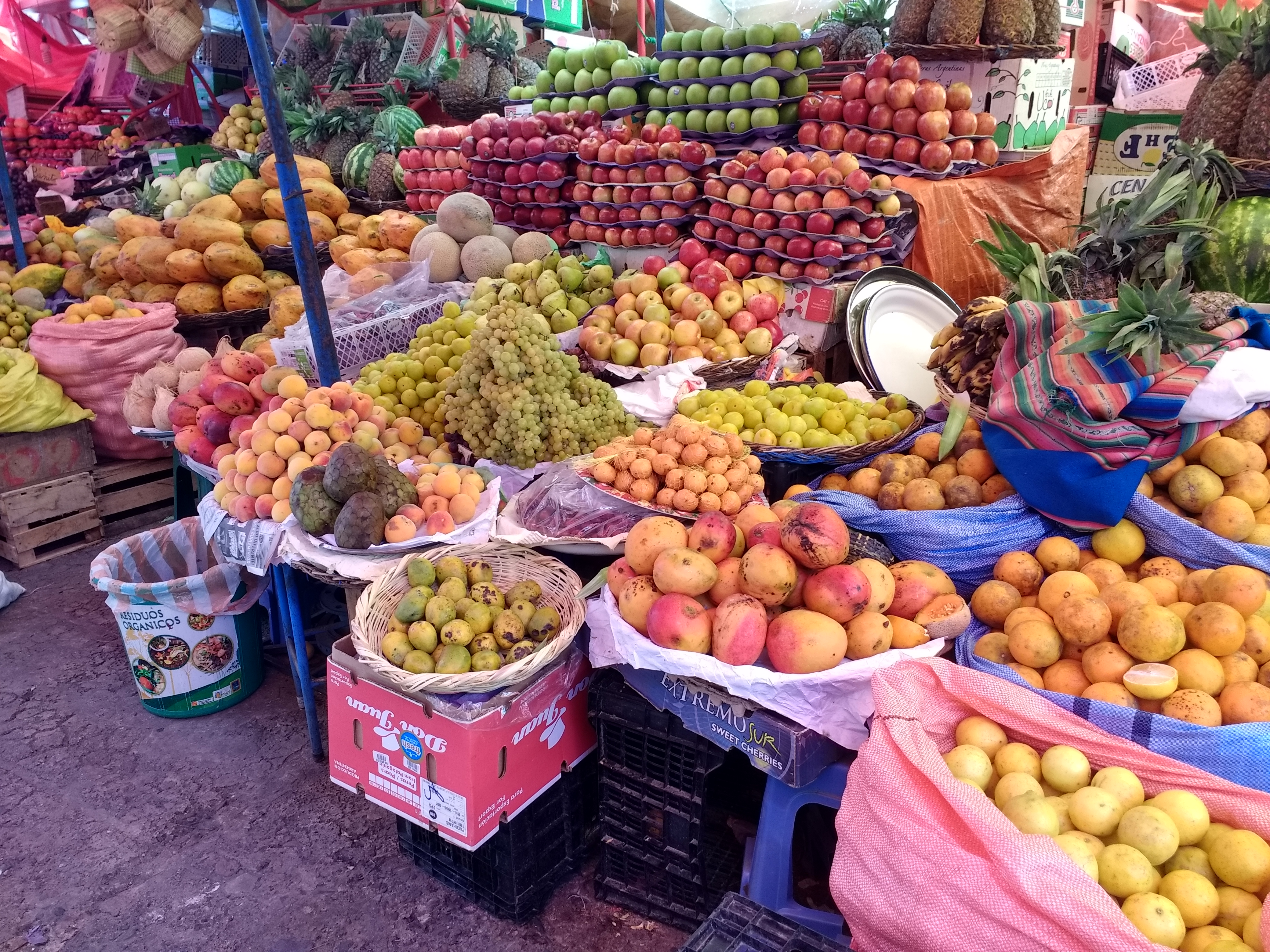
Frutas y verduras en el Mercado Central
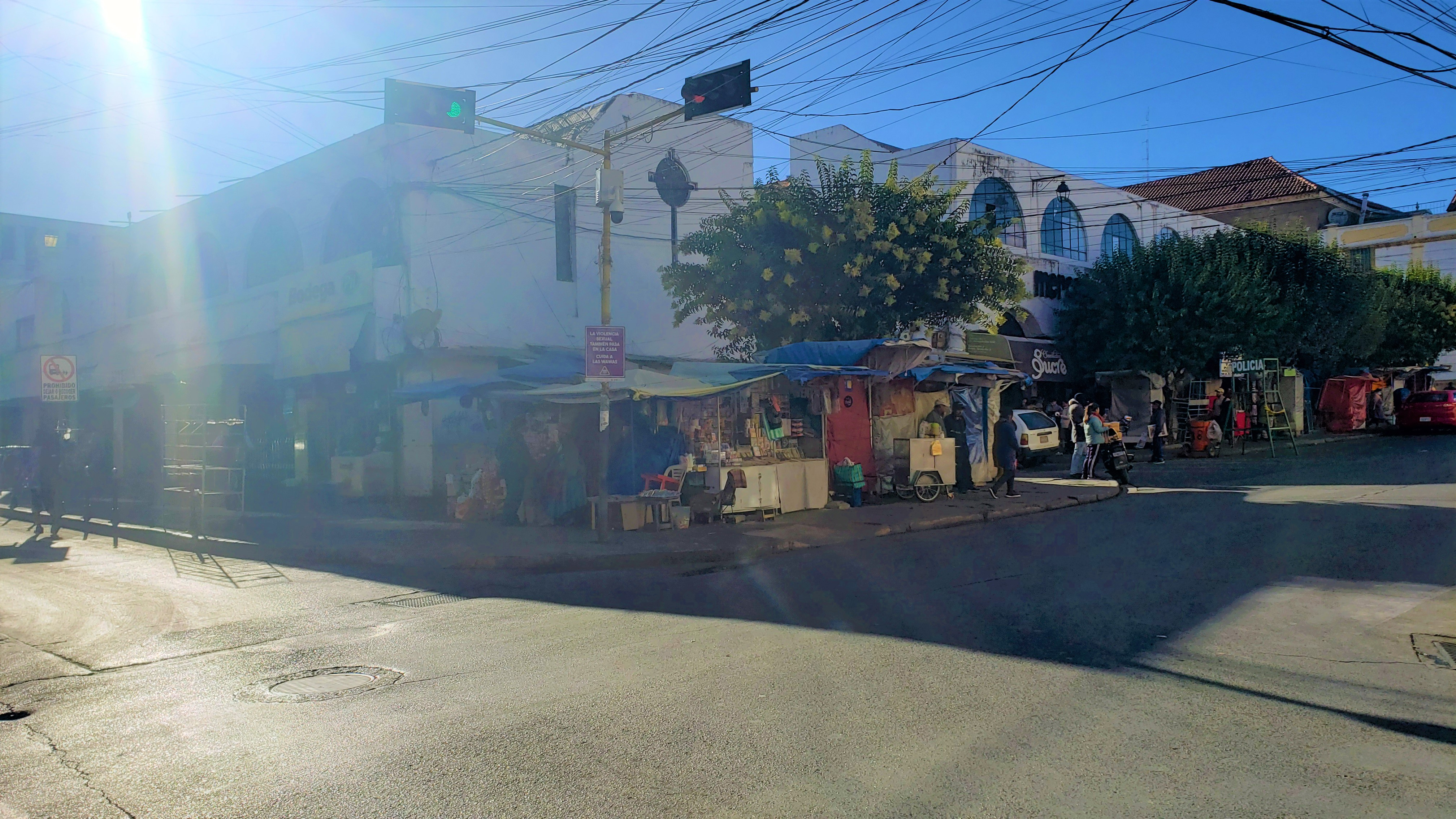
Vista desde el cruce Junín con Ravelo
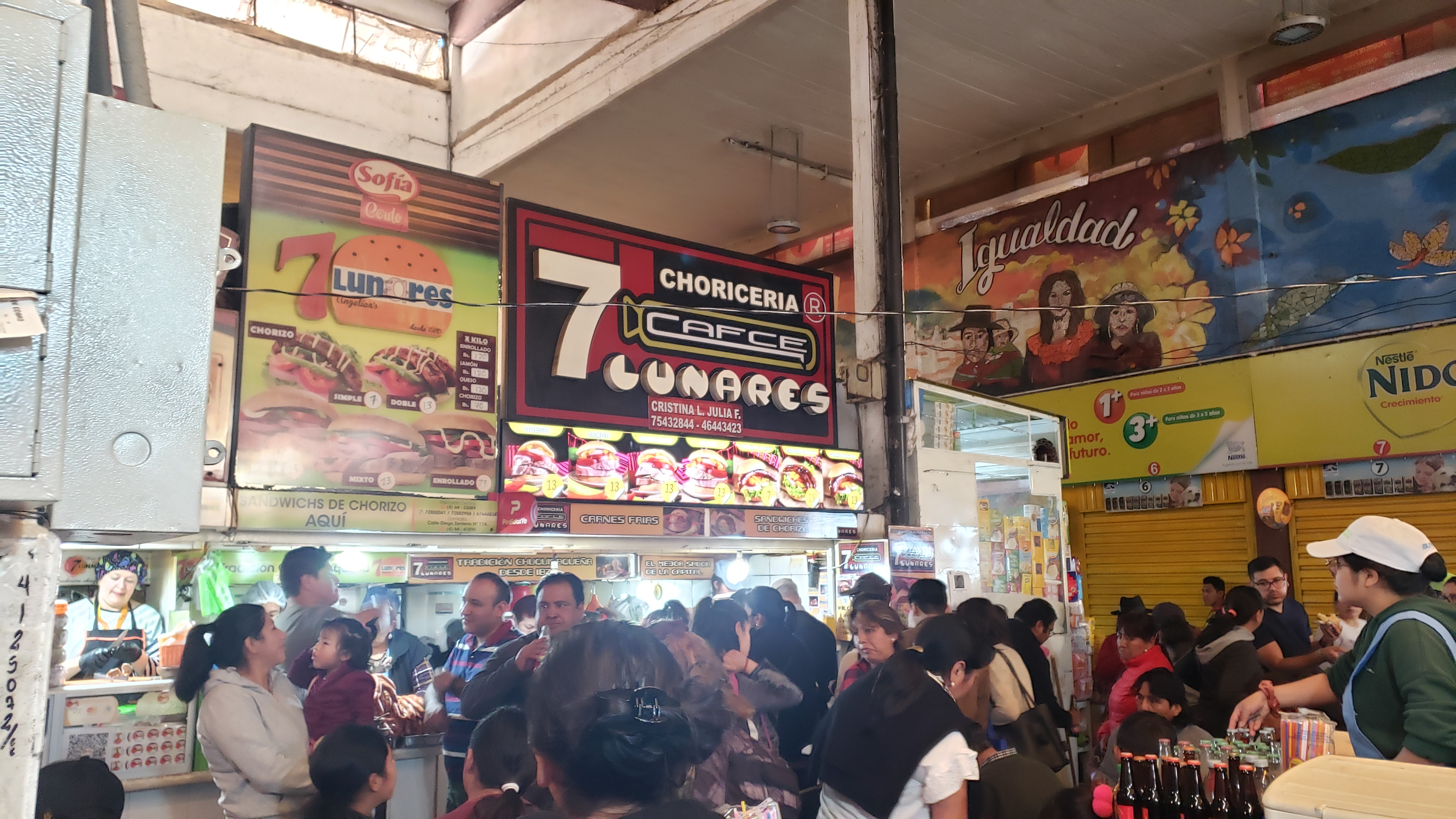
Choricería en el Mercado Central